# 寺岡平吾

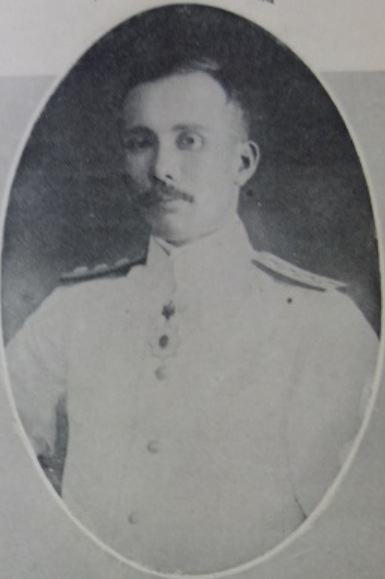
寺岡平吾

寺岡 平吾（てらおか へいご、1877年（明治10年）7月7日 - 1977年（昭和52年）7月25日）は、日本の海軍軍人。最終階級は海軍少将。

## 経歴
山形県出身。村会議員・寺岡儀一の五男として生れる。荘内中学校を経て、1899年（明治32年）12月、海軍兵学校（27期）を卒業し、1901年（明治34年）1月、海軍少尉任官。日露戦争では第1艇隊艇長として出征した。
1905年（明治38年）9月、「扶桑」水雷長となり、海兵教官、「厳島」・「常磐」の各水雷長、軍令部出仕などを経て、1910年（明治43年）3月、東郷平八郎大将付副官に就任。翌年3月、「鞍馬」分隊長に着任し、横須賀予備艦隊副官、海軍省人事局員、「比叡」副長などを歴任。1916年（大正5年）12月、運送船「青島」指揮官に発令され、鎮海要港部参謀長を経て、1918年（大正7年）12月、海軍大佐に進級。
1919年（大正8年）5月、「平戸」艦長に就任。以後、「春日」「鞍馬」「霧島」「陸奥」の各艦長を勤め、1923年（大正12年）12月、海軍少将に進級。横須賀鎮守府参謀長、第3戦隊司令官を歴任し、1926年（大正15年）9月、待命となり、1927年（昭和2年）4月、予備役に編入された。
1947年（昭和22年）11月28日、公職追放仮指定を受けた。
1977年（昭和52年）、100歳で死去。

## 栄典
位階
- 1901年（明治34年）4月20日 - 正八位[2]
- 1902年（明治35年）12月25日 - 従七位[3]
- 1904年（明治37年）8月30日 - 正七位[4]
- 1909年（明治42年）10月20日 - 従六位[5]
- 1914年（大正3年）11月10日 - 正六位[6]
- 1919年（大正8年）1月10日 - 従五位[7]
- 1924年（大正13年）1月21日 - 正五位[8]
- 1927年（昭和2年）5月2日 - 従四位[9]

勲章等
- 1902年（明治35年）5月10日 - 明治三十三年従軍記章[10]
- 1906年（明治39年）4月1日 - 功五級金鵄勲章・勲五等双光旭日章・明治三十七八年従軍記章[11]
- 1913年（大正2年）5月31日 - 勲四等瑞宝章[12]
- 1915年（大正4年）11月7日 - 勲三等旭日中綬章・大正三四年従軍記章[13]
- 1920年（大正9年）11月1日 - 大正三年乃至九年戦役従軍記章[14]
- 1920年（大正9年）11月1日 - 戦捷記章[15]
- 1921年（大正10年）7月1日 - 第一回国勢調査記念章[16]
- 1925年（大正14年）1月27日 - 勲二等瑞宝章[17]
- 1940年（昭和15年）11月10日 - 紀元二千六百年祝典記念章[18]

## 親族
- 妻　勝子（山脇正勝の娘）
- 長男 寺岡洪平（外交官）
- 甥 寺岡謹平（海軍中将）
- 孫 バーバラ寺岡(食・衣・東洋西洋和文化研究家）